# Запоріжжя (Бериславський район)
Запорі́жжя — село в Україні, у Великоолександрівській селищній громаді Бериславського району Херсонської області. Населення становить 72 особи.

## Населення

### Мовний склад
Рідна мова населення за даними перепису 2001 року:
| Мова       | Чисельність, осіб | Доля     |
| ---------- | ----------------- | -------- |
| Українська | 62                | 86,11 %  |
| Російська  | 6                 | 8,33 %   |
| Молдовська | 4                 | 5,56 %   |
| Разом      | 72                | 100,00 % |

## Історія
12 червня 2020 року, відповідно до Розпорядження Кабінету Міністрів України від № 726-р «Про визначення адміністративних центрів та затвердження територій територіальних громад Херсонської області», увійшло до складу Великоолександрівської селищної громади.
19 липня 2020 року, в результаті адміністративно-територіальної реформи та ліквідації  Великоолександрівського району увійшло до складу Бериславського району.
Село тимчасово окуповане російськими військами 24 лютого 2022 року. Визволене з-під окупації 14 червня 2022 року.